# Mayumi Aoki
Mayumi Aoki (Japón, 1 de mayo de 1953) es una nadadora japonesa retirada especializada en pruebas de estilo mariposa, donde consiguió ser campeona olímpica en 1972 en los 100 metros.

## Carrera deportiva
En los Juegos Olímpicos de Múnich 1972 ganó la medalla de oro en los 100 metros estilo mariposa, con un tiempo de 1:03.34 segundos que fue récord olímpico, por delante de la alemana Roswitha Beier  y la húngara Andrea Gyarmati.
Y en el Campeonato Mundial de Natación de 1973 celebrado en Belgrado ganó el bronce de nuevo los 100 metros mariposa.